# فرودگاه سنت دمینیکو
فرودگاه سنت دمینیکو (به انگلیسی: Saint-Dominique Aerodrome) یک فرودگاه خصوصی است که یک باند فرود شن دارد و طول باند آن ۵۹۴ متر است. این فرودگاه در شهر سنت دومینیک، کبک کشور کانادا قرار دارد و در ارتفاع ۷۶ متری از سطح دریا واقع شده است.